# Critical Mass (album)
Critical Mass is het zesde album van Threshold, uitgebracht in 2002 door InsideOut Music. Het is het laatste album met originele bassist Jon Jeary, die na de release van het album onmiddellijk vervangen wordt door Steve Anderson.

## Track listing
1. "Phenomenon" – 5:28
2. "Choices" – 8:19
3. "Falling Away" – 6:53
4. "Fragmentation" – 6:34
5. "Echoes of Life" – 8:55
6. "Round and Round" – 5:26
7. "Avalon" – 4:45
8. "Critical Mass" – 13:34
  - I. Fission
  - II. Fusion
  - III. Lucky

## Band
- Andrew "Mac" McDermott - Zanger
- Karl Groom - Gitarist
- Nick Midson - Gitarist
- Jon Jeary - Bassist
- Richard West - Toetsenist
- Johanne James - Drummer